# Sigmund von Imhoff
Sigmund von Imhoff (1881 - 1967) est un général allemand de la Seconde Guerre mondiale.

## Biographie
Fils de Henriette Behaim von Schwartzbach (de) (1849-1917) et du colonel du 1er régiment d'artillerie à pied bavarois (de), Gustav Christoph Karl Sigmund von Imhoff (de) (1847-1897), le baron Wilhelm Maria Sigmund Heinrich von Imhoff naît le 30 juin 1881, à Metz, une ville de garnison animée d'Alsace-Lorraine. Avec sa ceinture fortifiée, Metz est alors la première place forte du Reich allemand, constituant une véritable pépinière d'officiers supérieurs et généraux. Son père, Gustav Christoph Karl Sigmund est alors en poste à Metz. Sa sœur Henriette (née en 1874) est mariée à Erich von Botzheim (de). Sigmund von Imhoff épouse Thusnelda von und zu Bibra (de), dont il aura un fils. Imhoff étudie au lycée humaniste et rejoint en 1900 le 4e régiment d'artillerie de campagne royal bavarois (de) de l'armée bavaroise en tant que Fahnenjunker. En 1902, il est promu lieutenant dans le 6e régiment d'artillerie de campagne royal bavarois (de), devient Kammerjunker en 1905 et adjudant de régiment l'année suivante. En 1912, il intègre la 45e promotion de l'académie militaire bavaroise, à Munich. Les cours cessent avec la déclaration de guerre.

### Première Guerre mondiale
Sigmund von Imhoff prend part à la Première Guerre mondiale comme officier subalterne. Il termine la guerre en tant que Hauptmann, capitaine, dans l'armée bavaroise.

### Entre-deux-guerres
Comme ses compatriotes Eduard Schützek et Johannes Hintz, Sigmund von Imhoff doit quitter la Deutsches Heer en 1919. Il poursuit alors sa carrière, à partir de 1920, dans la police de la République de Weimar. Basé au siège de la Police bavaroise à Munich, il sert comme capitaine dans la Landespolizei des Freistaates Bayern. Promu Major der Polizei, commandant de police, en 1923, Imhoff intervient fermement contre les militants du parti nazi lors du putsch de la Brasserie. Promu Oberstleutnant, lieutenant-colonel, en 1928, Imhoff passe rapidement Oberst der Polizei en 1930. Le 3 avril 1933, Sigmund von Imhoff est promu Polizeigeneral, général dans la police, avant d'être mis à la retraite d'office par les nazis.

### Seconde Guerre mondiale
Le fils de Sigmund, Major de la Heer, tombe sur le front russe en août 1941. Sigmund von Imhoff est ensuite réactivé dans le Wehrkreis VII, au service de l'Abwehr, avec le grade de Generalmajor.

### Après guerre
Sigmund von Imhoff s'éteignit à Farchant, en Allemagne, le 7 juillet 1967. Sigmund von Imhoff est le frère de Karl Sigmund Friedrich Georg Gustav von Imhoff (1875-1942), haut fonctionnaire du gouvernement bavarois.

## Distinctions
- Ehrenkreuz des Preußischen Johanniter-Ordens